# 군자산
군자산(君子山)은 대한민국 충청북도 괴산군 칠성면에 있는 높이 948m의 한국의 화강암 산이다. 군자산은 예로부터 충북의 소금강이라 불려왔을 정도로 산세가 빼어났고 산을 끼고 흐르는 쌍곡계곡은 맑은 계류와 어우러진 기암괴석이 아름다워 찾는 이가 늘고 있다. 속리산 국립공원에 속해 있는 군자산은 기암절벽과 쌍곡계곡이 유명하여 일찍이 퇴계 이황과 송강 정철의 사랑을 받았던 괴산8경의 하나로 쌍계라 부르기도 한다.

## 같이 보기
- 한국의 산
- 괴산군의 지질